# Apremont (Vendée)
Apremont és un municipi francès situat al departament de Vendée i a la regió de País del Loira. L'any 2007 tenia 1.374 habitants.

## Demografia

### Població
El 2007 la població de fet d'Apremont era de 1.374 persones. Hi havia 560 famílies de les quals 144 eren unipersonals (60 homes vivint sols i 84 dones vivint soles), 212 parelles sense fills, 192 parelles amb fills i 12 famílies monoparentals amb fills.
La població ha evolucionat segons el següent gràfic:
Habitants censats

### Habitatges
El 2007 hi havia 768 habitatges, 562 eren l'habitatge principal de la família, 132 eren segones residències i 74 estaven desocupats. 728 eren cases i 5 eren apartaments. Dels 562 habitatges principals, 443 estaven ocupats pels seus propietaris, 111 estaven llogats i ocupats pels llogaters i 8 estaven cedits a títol gratuït; 9 tenien una cambra, 43 en tenien dues, 82 en tenien tres, 159 en tenien quatre i 269 en tenien cinc o més. 432 habitatges disposaven pel capbaix d'una plaça de pàrquing. A 268 habitatges hi havia un automòbil i a 263 n'hi havia dos o més.

### Piràmide de població
La piràmide de població per edats i sexe el 2009 era:
| Homes | Edats   | Dones |
| ----- | ------- | ----- |
| 0     | 95 o +  | 4     |
| 4     | 90 a 94 | 0     |
| 4     | 85 a 89 | 12    |
| 4     | 80 a 84 | 20    |
| 36    | 75 a 79 | 32    |
| 28    | 70 a 74 | 36    |
| 44    | 65 a 69 | 48    |
| 36    | 60 a 64 | 32    |
| 32    | 55 a 59 | 24    |
| 28    | 50 a 54 | 40    |
| 24    | 45 a 49 | 32    |
| 64    | 40 a 44 | 48    |
| 32    | 35 a 39 | 48    |
| 40    | 30 a 34 | 16    |
| 12    | 25 a 29 | 52    |
| 40    | 20 a 24 | 32    |
| 28    | 15 a 19 | 48    |
| 24    | 10 a 14 | 36    |
| 44    | 5 a 9   | 20    |
| 12    | 0 a 4   | 28    |

## Economia
El 2007 la població en edat de treballar era de 817 persones, 621 eren actives i 196 eren inactives. De les 621 persones actives 557 estaven ocupades (311 homes i 246 dones) i 64 estaven aturades (26 homes i 38 dones). De les 196 persones inactives 90 estaven jubilades, 48 estaven estudiant i 58 estaven classificades com a «altres inactius».

### Ingressos
El 2009 a Apremont hi havia 628 unitats fiscals que integraven 1.503 persones, la mediana anual d'ingressos fiscals per persona era de 16.101 €.

### Activitats econòmiques
Dels 52 establiments que hi havia el 2007, 4 eren d'empreses alimentàries, 2 d'empreses de fabricació d'altres productes industrials, 14 d'empreses de construcció, 8 d'empreses de comerç i reparació d'automòbils, 8 d'empreses d'hostatgeria i restauració, 2 d'empreses financeres, 6 d'empreses de serveis, 4 d'entitats de l'administració pública i 4 d'empreses classificades com a «altres activitats de serveis».
Dels 17 establiments de servei als particulars que hi havia el 2009, 1 era una oficina bancària, 1 taller de reparació d'automòbils i de material agrícola, 3 paletes, 1 guixaire pintor, 3 fusteries, 2 lampisteries, 3 electricistes, 1 perruqueria, 1 restaurant i 1 saló de bellesa.
Dels 2 establiments comercials que hi havia el 2009, 1 era una fleca i 1 una carnisseria.
L'any 2000 a Apremont hi havia 66 explotacions agrícoles que ocupaven un total de 2.475 hectàrees.

## Equipaments sanitaris i escolars
El 2009 hi havia 1 farmàcia i 1 ambulància.
El 2009 hi havia 2 escoles elementals.

## Poblacions més properes
El següent diagrama mostra les poblacions més properes.